# Tomáš Hořava
Tomáš Hořava (* 29. května 1988 Brno) je bývalý český profesionální fotbalista, který hrával na pozici středního záložníka. Svoji hráčskou kariéru ukončil v červenci 2021, a to v dresu Viktorie Plzeň. Mezi lety 2012 a 2018 odehrál také 14 zápasů v dresu české reprezentace, ve kterých vstřelil 3 branky.
Mezi jeho záliby patří četba.

## Klubová kariéra
Svoji fotbalovou kariéru začal v mužstvu FK Drnovice (1994–2001), ze kterého hostoval nejdříve ve Zbrojovce Brno (2002–2003) a krátce v Sigmě Olomouc (2003). Jeho hostování se 2. října 2003 změnilo v přestup. V roce 2013 přestoupil do FC Viktoria Plzeň.

### SK Sigma Olomouc
V létě 2006 se propracoval do prvního týmu Sigmy. V mužstvu hrál s číslem 17. S týmem získal v ročníku 2011/2012 Pohár České Pošty a v roce 2012 Český Superpohár. Za „Áčko“ nastupoval sedm let, během kterých si připsal 132 startů v lize a dal deset branek.

### FC Viktoria Plzeň
Před sezonou 2013/14 přestoupil do Plzně, která hráče z Olomouce vykoupila za cca 14 milionů korun a podepsala s ním čtyřletý kontrakt platný do 30. června 2017.

#### Sezóna 2013/14
V novém působišti se poprvé trefil v přípravném zápase 22. června proti divizním Rokycanům (výhra 8:2).
V prvním soutěžním zápase nastoupil za Viktorii 12. července 2013 v Superpoháru proti FK Baumit Jablonec (prohra 2:3). V domácí odvetě třetího předkola Ligy mistrů 2013/14 7. srpna 2013 proti estonskému celku JK Nõmme Kalju vstřelil svůj premiérový gól v Lize mistrů, Plzeň porazila soupeře vysoko 6:2 a postoupila do 4. předkola. Zahrál si i v základní skupině Ligy mistrů, kde se viktoriáni střetli s německým Bayernem Mnichov, anglickým Manchesterem City a ruským CSKA Moskva. 27. listopadu 2013 vstřelil v Lize mistrů proti Manchesteru City gól na 1:1, ale Plzeň si odvezla z Anglie porážku 2:4. Skóroval i v prvním utkání osmifinále Evropské ligy 2013/14 13. března 2014 proti Olympique Lyon, kam se Viktoria kvalifikovala po vyřazení z Ligy mistrů, ale jeho branka byla pro český tým jedinou. Plzeň prohrála 1:4, Hořava se trefil v úvodu utkání. S Plzní skončil na konci sezony 2013/14 na 2. místě v české lize i českém poháru.

#### Sezóna 2014/15
V prvním soutěžním zápase nastoupil za Viktorii 18. července 2014 v Superpoháru proti AC Sparta Praha (prohra 0:3). Díky umístění Plzně na druhé příčce konečné tabulky předchozí sezóny se s Viktorkou představil ve 3. předkole Evropské ligy UEFA 2014/15 proti rumunskému týmu FC Petrolul Ploiești. V první utkání klub uhrál na půdě soupeře nadějnou remízu 1–1. V odvetě Plzeň prohrála 1–4 a z evropských pohárů vypadla. Dvě kola před koncem ročníku 2014/15 Synot ligy získal s mužstvem Plzně mistrovský titul.

#### Sezóna 2015/16
18. července 2015 se podílel na zisku Superpoháru, když Viktorka porazila FC Slovan Liberec 2–1. S Plzní se představil ve 3. předkole Ligy mistrů UEFA, kde klub narazil na izraelský celek Maccabi Tel Aviv FC. V prvním zápase na půdě soupeře Viktorka zvítězila 2–1, ale v odvetě prohrála 0–2 a vypadla. S mužstvem následně hrál 4. předkolo Evropské ligy UEFA, kde tým narazil na klub ze Srbska FK Vojvodina Novi Sad. Po výhrách 3–0 a 2–0 (v tomto zápase Hořava nenastoupil) Plzeň postoupila do základní skupiny Evropské ligy, kde bylo mužstvo nalosováno do skupiny E společně s FK Dinamo Minsk (Bělorusko), Villarreal CF (Španělsko) a Rapid Vídeň (Rakousko). V první zápase skupinové fáze Evropské ligy proti Dinamu Minsk (výhra 2:0) vstřelil ve 36. minutě první rozhodující branku zápasu. Prosadil se i v posledním zápase na domácí půdě proti Villarrealu, v 90. minutě vstřelil gól na 3–2, ale Viktorka nakonec náskok neudržela a pouze remizovala 3–3. Západočeši získali ve skupině čtyři body, skončili na třetím místě a do jarní vyřazovací části nepostoupili. Fotbalista chyběl v základní skupině Evropské ligy pouze v jednom střetnutí, v odvetě proti Dinamu Minsk.
V 19. kole proti „svému“ týmu SK Sigma Olomouc vstřelil ve 48. minutě jedinou rozhodující branku v utkání. Celkem v sezoně vsítil šest branek. Na závěru jarní části chyběl kvůli zranění. V ročníku 2015/16 získal tři kola před konce sezony s Viktorkou mistrovský titul, klub dokázal ligové prvenství poprvé v historii obhájit.

#### Sezóna 2016/17
Před ročníkem 2016/17 spojil svou další budoucnost s klubem smlouvu do léta 2019.
S Viktorkou postoupil přes ázerbájdžánský Qarabağ FK (remízy 0:0 a 1:1) do 4. předkola – play-off Ligy mistrů UEFA, což znamenalo jistou podzimní účast Plzně v evropských pohárech. 4. předkolo LM Západočeši proti bulharskému PFK Ludogorec Razgrad výsledkově nezvládli (prohra 0:2 a remíza 2:2) a museli se spokojit s účastí ve skupinové fázi Evropské ligy UEFA. Viktorka byla nalosována do základní skupiny E společně s AS Řím (Itálie), Austria Vídeň (Rakousko) a FC Astra Giurgiu (Rumunsko).
V prvním kole odehrál Hořava za Viktorku celý zápas a Plzeň remizovala 15. 9. 2016 na domácí půdě s AS Řím 1:1. K dalšímu zápasu základní skupiny cestovala Plzeň 29. září 2016 do Rakouska, kde se střetla s Austrií Vídeň. Hořava nastoupil na celé střetnutí, které skončilo bezbrankovou remízou. 20. 10. 2016 nastoupil v základní sestavě na domácí půdě proti Astře Giurgiu. V 64. minutě si dal Hořava nešťastný vlastní gól, ale o 22 minut později snížil na konečných 1:2, když dorazil svoji nepovedenou střelu z pokutového kopu. V Odvetě hrané 3. listopadu 2016 na hřišti Astry přišel Hořava na hrací plochu v 62. minutě, Viktorka velmi kvalitní výkon, ale v konečném důsledku jen remizovala se soupeřem 1:1. V dalším střetnutí Hořava nehrál, Plzeň definitivně ztratila naději na postup po prohře 1:4 s římským AS. V poslední střetnutí hraném 8. prosince 2016 před domácím publikem proti Austrii Vídeň snižoval Hořava ve 44. minutě na 1:2. Západočeši se nakonec radovali z vítězství 3:2, přestože od 18. minuty hráli oslabeni o jednoho hráče. Plzeň touto výhrou ukončila 14 zápasovou sérii bez vítězství v Evropské lize. Viktoria skončila v základní skupině na třetím místě.

#### Sezóna 2020/21
Dne 11. června oznámil Hořava, že po odchodu z Viktorie Plzeň, ve které strávil osm let, ukončí svoji hráčskou kariéru. Důvodem jsou dlouhodobé zdravotní potíže, Hořava trpí artrózou kolena třetího stupně.

## Klubové statistiky
| Sezona  | Klub              | Soutěž             | Zápasy | Góly |
| ------- | ----------------- | ------------------ | ------ | ---- |
| 2006/07 | SK Sigma Olomouc  | Gambrinus liga     | 6      | 0    |
| 2007/08 | SK Sigma Olomouc  | Gambrinus liga     | 8      | 0    |
| 2008/09 | SK Sigma Olomouc  | Gambrinus liga     | 26     | 4    |
| 2009/10 | SK Sigma Olomouc  | Gambrinus liga     | 22     | 2    |
| 2010/11 | SK Sigma Olomouc  | Gambrinus liga     | 28     | 2    |
| 2011/12 | SK Sigma Olomouc  | Gambrinus liga     | 15     | 2    |
| 2012/13 | SK Sigma Olomouc  | Gambrinus liga     | 27     | 0    |
| 2013/14 | FC Viktoria Plzeň | Gambrinus liga     | 28     | 1    |
| 2014/15 | FC Viktoria Plzeň | Synot liga         | 26     | 6    |
| 2015/16 | FC Viktoria Plzeň | Synot liga         | 22     | 6    |
| 2016/17 | FC Viktoria Plzeň | ePojisteni.cz liga | 28     | 6    |
| 2017/18 | FC Viktoria Plzeň | HET liga           | 28     | 5    |
| 2018/19 | FC Viktoria Plzeň | Fortuna:Liga       | 30     | 4    |
| 2019/20 | FC Viktoria Plzeň | Fortuna:Liga       | 26     | 2    |
| 2020/21 | FC Viktoria Plzeň | Fortuna:Liga       | 9      | 1    |

## Reprezentační kariéra

### U21
Je bývalým reprezentantem mládežnického výběru České republiky do 21 let, nastoupil v 17 zápasech (12 výher, 1 remíza, 4 prohry). V červnu 2011 se zúčastnil Mistrovství Evropy do 21 let v Dánsku, kde se český tým dostal do semifinále. Tomáš Hořava nastoupil 12. června v úvodním utkání českého družstva proti Ukrajině (výhra ČR 2:1) a v souboji o 3. místo 25. června proti Bělorusku (prohra ČR 0:1).

### A-mužstvo
V listopadu 2012 byl poprvé nominován trenérem Michalem Bílkem (jako náhrada za zraněného Tomáše Hübschmana) do českého reprezentačního A-týmu pro přípravný zápas se Slovenskem 14. listopadu 2012 v Olomouci. Do utkání nastoupil v 79. minutě, když vystřídal Vladimíra Daridu. Český národní tým vyhrál nad Slovenskem 3:0. Druhý start si připsal 14. srpna 2013 v přátelském utkání v Budapešti proti domácímu Maďarsku (remíza 1:1). V listopadu 2013 jej reprezentační trenér Josef Pešice nominoval do A-týmu pro přátelský zápas s Kanadou. Do utkání hraného 15. listopadu na Anderově stadionu v Olomouci nastoupil v průběhu druhého poločasu a v 81. minutě uzavřel skóre na konečných 2:0 pro ČR. Byl to jeho premiérový gól v A-mužstvu.

### Reprezentační zápasy a góly
| Rok    | Zápasy | Góly |
| ------ | ------ | ---- |
| 2008   | 3      | 0    |
| 2009   | 3      | 1    |
| 2010   | 6      | 0    |
| 2011   | 5      | 0    |
| Celkem | 17     | 1    |

| Rok    | Zápasy | Góly |
| ------ | ------ | ---- |
| 2012   | 1      | 0    |
| 2013   | 2      | 1    |
| 2014   | 2      | 1    |
| 2015   | 0      | 0    |
| 2016   | 2      | 0    |
| 2017   | 3      | 1    |
| 2018   | 4      | 0    |
| Celkem | 14     | 3    |

Góly Tomáše Hořavy v české reprezentaci do 21 let 
| Gól | Datum      | Stadion                                 | Soupeř     | Skóre (min.) | Výsledek | Soutěž                      |
| --- | ---------- | --------------------------------------- | ---------- | ------------ | -------- | --------------------------- |
| 01. | 9. 6. 2009 | Stadio Olimpico, Serravalle, San Marino | San Marino | 00:20 (29.)  | 0:8      | kvalifikace na ME „21“ 2011 |

Góly Tomáše Hořavy v A-týmu české reprezentace 
| Gól  | Datum        | Stadion                                | Soupeř   | Skóre (min.)  | Výsledek | Soutěž          |
| ---- | ------------ | -------------------------------------- | -------- | ------------- | -------- | --------------- |
| 01.0 | 15. 11. 2013 | Andrův stadion, Olomouc, Česko         | Kanada   | 02:0 000(81.) | 2:0      | přátelský zápas |
| 02.  | 3. 6. 2014   | Andrův stadion, Olomouc, Česko         | Rakousko | 01:1 000(42.) | 1:2      | přátelský zápas |
| 03.  | 22. 3. 2017  | Městský stadion, Ústí nad Labem, Česko | Litva    | 01:0 000(48.) | 3:0      | přátelský zápas |